# Dünzling
Dünzling ist ein Gemeindeteil des Marktes Bad Abbach und eine Gemarkung im niederbayerischen Landkreis Kelheim. Bis zum 31. Dezember 1977 bestand die Gemeinde Dünzling.

## Lage

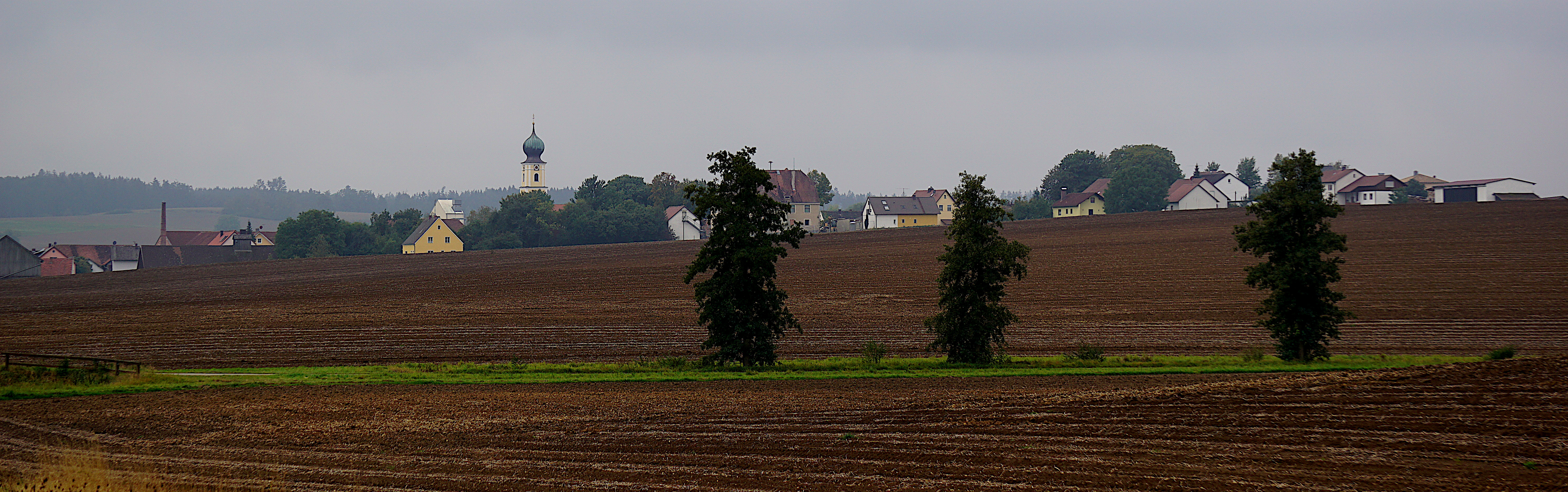
Blick auf Dünzling

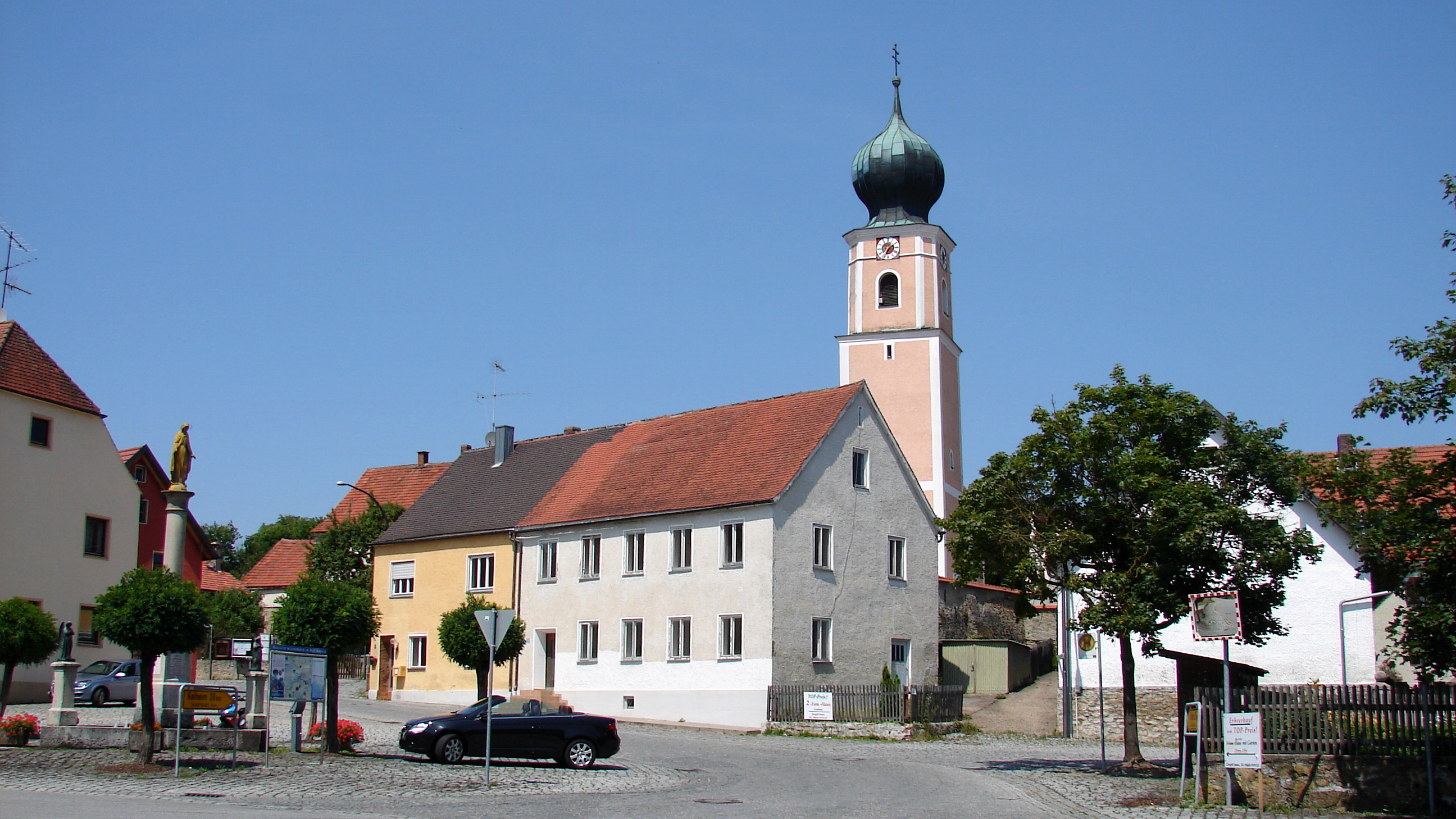
Marienplatz Dünzling

Das Pfarrdorf Dünzling liegt etwa sieben Kilometer südöstlich von Bad Abbach an der Bezirksgrenze zur Oberpfalz. Durch den Ort verläuft die Staatstsraße 2143. Südlich von Dünzling hat die Pfatter ihren Ursprung und fließt am östlichen Ortsrand nach Norden.
Die Gemarkung Dünzling liegt im Südosten des Gemeindegebiets von Bad Abbach. Im Jahr 1961 hatte sie eine Fläche von 1387,66 Hektar. Auf ihr liegen die Gemeindeteile Dünzling, Bockenberg, Gattersberg, Jägerhaus, Kranzgarten, Pondorf, Ried, Teufelsmühle und Weilhof.

## Geschichte
Aus der Umgebung von Dünzling sind Siedlungen und Funde aller Kulturstufen seit der Linienbandkeramik nachgewiesen. Das Gebiet war besonders während der Römerzeit sehr dicht besiedelt. Es konnten neun Villae rusticae festgestellt werden.
866 n. Chr. wird der Ort als tunzilinga im Rahmen eines umfangreichen Gütertausches erstmals urkundlich erwähnt. Im St. Emmeramer Güterverzeichnis aus dem Jahr 1031 tritt Dünzling als großer Grundherrschaftskomplex hervor, der sich in späteren Jahrhunderten in einen Stiftsbezirk mit einem Amthof, auf dem der Ammer saß, wandelte. Das Vogteirecht hatten die Grafen von Abensberg bis zum Tod des Niclas von Abensberg inne, ihnen folgten die Wittelsbacher. Den weitaus größten Teil des Besitztums konnte das Kloster St. Emmeram bis zu seiner Auflösung im Jahr 1810 halten. In Dünzling befanden sich mehrere Adelssitze, so der Haslsteiner Sitz und der Adelssitz Sallehen, zudem der verliehene Amtshof des Klosters und der Stöderlhof.
Mit dem Jahr 1818 wurde die Gemeinde Dünzling mit dem bayerischen Gemeindeedikt eine selbstständige Gebietskörperschaft. Zu ihr gehörten neben Dünzling die Orte:
- Dünzling
- Bockenberg
- Gattersberg
- Jägerhaus
- Kranzgarten
- Pondorf
- Ried
- Teufelsmühle
- Weilhof

Die Gemeinde selbst gehörte stets zum Bezirksamt Kelheim, dem späteren Landkreis Kelheim. Die Einrichtung des Telefonnetzes erfolgte 1909, des elektrischen Stroms 1922, der Straßenbeleuchtung Ende der 1960er Jahre und der zentralen Wasserversorgung 1975. Die Flurbereinigung mit der Verteilung der neuen Feldstücke wurde 1977 durchgeführt.
Zum 1. Januar 1978 wurde die Gemeinde Dünzling im Zuge der Gebietsreform in Bayern in den Markt Bad Abbach eingegliedert. Von 1979 bis 1981 kam es zu einer Dorferneuerung und 1992 zur Ausweisung eines größeren Baugebietes.

## Sehenswürdigkeiten
- Expositurkirche St. Martin. Die mittelalterliche Saalkirche wurde 1711 bis 1712 erweitert und erhielt danach einen neuen Turmaufbau. Sie besitzt einen Akanthusaltar von um 1710 bis 1720 mit einem Gemälde St. Martin.
- Kreuzweganlage. Sie wurde um 1900 östlich des Ortes einschließlich einer grottenartigen Kapelle zur Erinnerung an den napoleonischen Feldzug von 1809 errichtet.
- Mariensäule. Sie kam 1888 in der Ortsmitte zur Aufstellung.
- Keltische Viereckschanze. Sie liegt 2,5 Kilometer südwestlich des Ortes.

## Vereine
- Altenclub Dünzling
- Freiwillige Feuerwehr Dünzling. Sie konnte 1989 ihr 100-jähriges, 2005 ihr 125-jähriges Bestehen feiern.
- Kath. Frauenbund Dünzling
- Kath. Landjugend Dünzling. Sie feierte 2011 ihr 80-jähriges Bestehen.
- Motorradfreunde Dünzling
- Schützengesellschaft „Waldesruh Dünzling“ e. V. Sie besteht seit 1967.